# جاده لیک‌شور
جاده لیک‌شور (رسما جاده ژان باپتیست پوینته دوسابل لیک‌شور، و جاده دوسابله لیک‌شور,  جاده بیرونی،  جاده، ال‌اس‌دی یا دی‌ال‌اس‌دی ) بزرگراهی است که در کنار خط ساحلی دریاچه میشیگان، و در مجاورت پارک و سواحل، در شیکاگو است. به جز بخش شمالی خیابان فاستر (۵۲۰۰ شمالی)، دریاچه شور درایو به عنوان بخشی از بزرگراه ۴۱ ایالات متحده تعیین شده است. بخشی از بزرگراه روی پل جاده بیرونی و نزدیک‌های پل آن چند سطحی است.
پیش از این، از رودخانه شیکاگو در جنوب تا خیابان ۵۷، در سال ۱۹۲۷ به نام لیف اریکسون، کاشف نورس، جاده لیف اریکسون نامگذاری شد. این جاده به بلوار میدان نیز ملقب بود. کل جاده در سال ۱۹۴۶ به جاده لیک‌شور تغییر نام داد و مناظر دیدنی آن از اسکله، سواحل، پارک‌ها، برج‌ها و بلندمرتبه‌ها به نماد شیکاگو تبدیل شده است.
در ۲۵ ژوئن ۲۰۲۱، شورای شهر شیکاگو فرمان مصالحه‌ای را تصویب کرد که نام بخش بیرونی دریاچه شور درایو را برای اولین شهرک‌نشین غیربومی شهر، ژان باپتیست پوینت دو سابل، تغییر داد.
مسیر دریاچه، مسیر ۱۸-مایل (۲۹-کیلومتر) چند منظوره است، در بیشتر طول آن به موازات جاده لیک‌شور در سمت شرق است. عابران پیاده می‌توانند از چندین نقطه در امتداد جاده لیک‌شور از طریق زیرگذرها و روگذرهایی که دریاچه را با بقیه شهر وصل می‌کنند به دریاچه دسترسی پیدا کنند.

## شرح مسیر

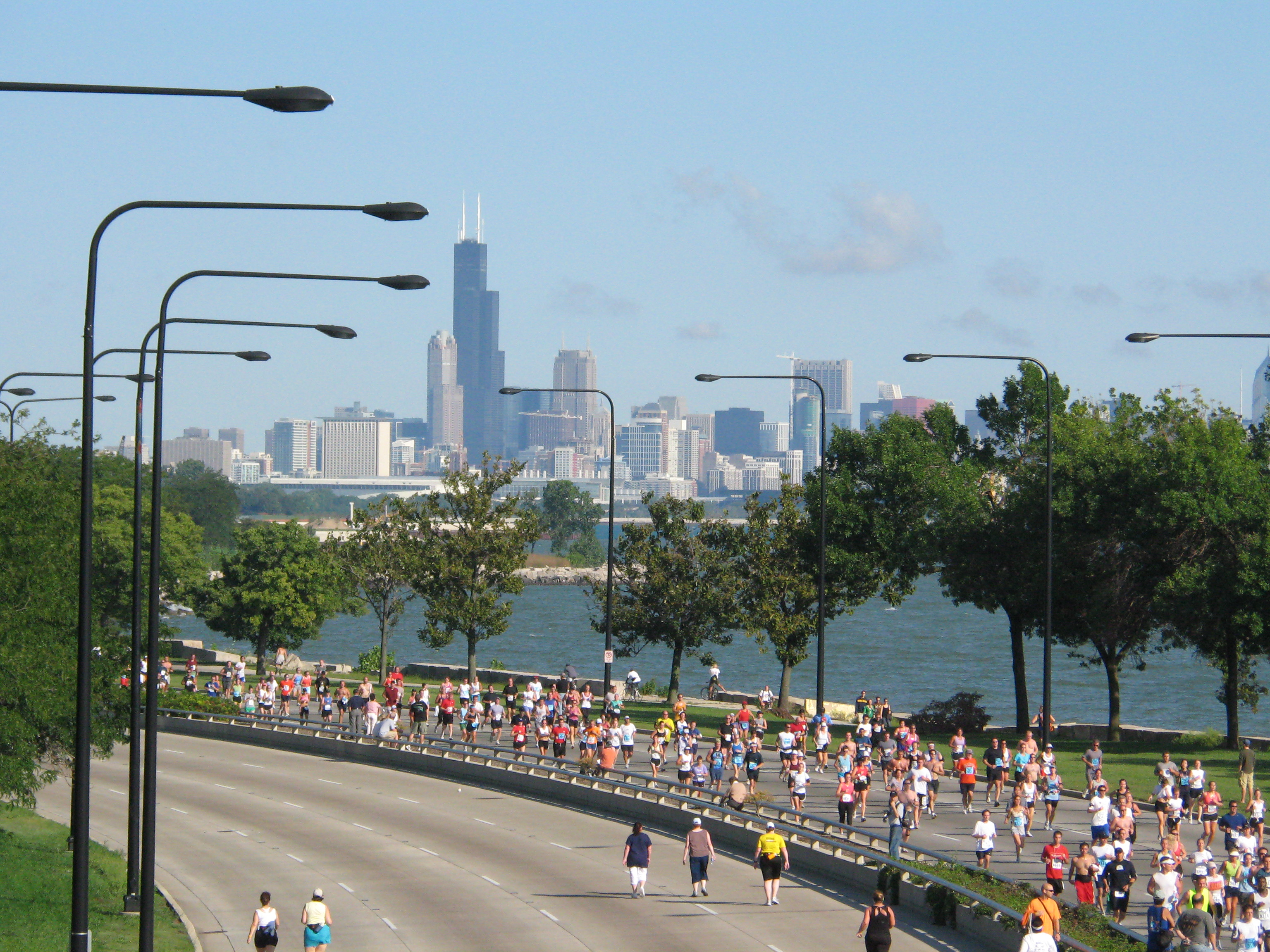
نیمه ماراتن شیکاگو یک مراسم سالانه ماراتن شیکاگو است که در امتداد جاده لیک‌شور در سمت جنوبی برگزار می‌شود.

بخش جنوبی جاده لیک‌شور از تقاطع خیابان یوینگ (ایالات متحده ۴۱)، خیابان هاربر، و خیابان مکیناو است. جاده لیک‌شور از کارخانه سابق فولاد ساوث ورکز به عنوان یک بزرگراه با چهار خط عبور می‌کند که به طور موثر منطقه ساخته شده در شیکاگوی جنوبی را دور می‌زند. جاده لیک‌شور به تقاطع خیابان ۷۹ و جاده شور جنوبی ختم می‌شود. ایالات متحده ۴۱ به سمت شمال از ساحل جنوبی از طریق جاده شور جنوبی ادامه می‌یابد.
بخش اصلی جاده لیک‌شور از تقاطع جاده جفری و جاده مارکوئت شروع می‌شود. پس از خیابان ۵۷، جاده لیک‌شور به یک بزرگراه تبدیل می‌شود. خروجی‌های بلوار هاید پارک و خیابان ۵۳ فقط برای ترافیک جنوب قابل دسترسی است. طراحی تقاطع در خیابان ۴۷ غیرمعمول است زیرا ترافیک به جای سمت راست از سمت چپ جاده لیک‌شور به سمت شمال خارج یا وارد می‌شود. در جنوب منطقه مک‌کورمک، جاده لیک‌شور با آی‌۵۵ در یک مبادله وای، جایی که آی‌۵۵ شروع و پایان می‌یابد، ملاقات می‌کند. زمانی یک مبادله شهری یک نقطه‌ای در شمال آی‌۵۵ وجود داشت. با این حال، پل روگذر در اواسط دهه ۱۹۹۰ تبدیل به عابر پیاده شد و به بخشی از منطقه مک‌کورمیک تبدیل شد که منجر به بسته شدن این مبادله شد. در همان سال، ترافیک به سمت شمال در دریاچه شور درایو به سمت غرب به پیکربندی کنونی آن در غرب میدان سلجر و موزه کمپوس منتقل شد.

## همچنین ببینید
- جاده دوچرخه‌سواری
- تور بلوار کنار دریاچه